# Edna (Texas)
Edna es una ciudad ubicada en el condado de Jackson en el estado estadounidense de Texas. En el Censo de 2010 tenía una población de 5.499 habitantes y una densidad poblacional de 513,59 personas por km².

## Geografía
Edna se encuentra ubicada en las coordenadas 28°58′31″N 96°38′55″O / 28.97528, -96.64861. Según la Oficina del Censo de los Estados Unidos, Edna tiene una superficie total de 10.71 km², de la cual 10.71 km² corresponden a tierra firme y (0%) 0 km² es agua.

## Demografía
Según el censo de 2010, había 5.499 personas residiendo en Edna. La densidad de población era de 513,59 hab./km². De los 5.499 habitantes, Edna estaba compuesto por el 72.7% blancos, el 14.66% eran afroamericanos, el 0.45% eran amerindios, el 0.49% eran asiáticos, el 0.02% eran isleños del Pacífico, el 9.07% eran de otras razas y el 2.6% pertenecían a dos o más razas. Del total de la población el 34.02% eran hispanos o latinos de cualquier raza.